# СС-Ки
Соко-Сагюося Ки (装甲 作業 機, lit. «бронированная рабочая техника»), также известный как СС-Ки — гусеничная инженерная машина Императорской японской армии, разработанная в 1931 году. СС-Ки была одной из самых многофункциональных и универсальных машин поддержки японской армии.

## История
В 1930-е годы в свете подготовки к войне против Советского Союза, японская армия нуждалась в специализированной машине, которая могла бы уничтожить советские укрепленные позиции вдоль маньчжурской границы. Во время разработки и планирования было принято решение о том, что возможности машины должны включать в себя рытье траншей, разминирование, резку колючей проволоки, дегазацию, применение химического оружия, использование в качестве крана, огнеметной машины и как мостоукладчика.
Первый прототип был построен в 1931 году. После испытаний японская армия заказала несколько машин, а первые четыре — для 1-й смешанной танковой бригады, отправленной в Китай. Во время битвы при Пекин-Тяньцзине в 1937 году СС-Ки применялись в качестве огнеметных танков. Однако в последующих сражениях СС-Ки использовались исключительно как инженерные машины. В конечном итоге их отправили в Маньчжурию в инженерный полк.
В декабре 1941 года около 20 единиц СС-Ки было переброшено на Филиппины в составе 2-й танковой дивизии и оставались там до конца войны. Летом 1945 года вооруженные силы Соединенных Штатов захватили восемь СС-Ки, которые классифицировали как огнемётные танки.

## Устройство
В конструкции использовались шасси, корпус и отдельные части танка Тип 89 Йи-Го. В нем также применялись детали от различных серийных автомобилей. Подвеска была изготовлена из двух блоков из четырех колес с двумя возвратными роликами и без независимой передней тележки в дополнение к полуэллиптическим листовым рессорам. Рулевая звездочка была размещена в передней части машины, а ведущая звездочка была установлена сзади.
Башня была снята и заменена небольшой командирской башенкой оборудованной устройствами наблюдения; два «когтя», используемые для разминирования, были размещены спереди, а лебедка, предназначенная для перетаскивания тяжелых предметов, была размещена сзади и непосредственно приводилась в действие двигателем. Кроме того, на шасси была «сцепная муфта». Толщина брони была уменьшена до 6 мм на крыше и снизу, 13 мм по бортам и 25 мм на переднем части корпуса, так как машина не предназначалось для участия в боевых действиях на передних линиях. СС-Ки весил 13 тонн и вмещал пять членов экипажа.
Машину приводил в движение дизельный двигатель Mitsubishi I6, который обеспечивал 145 лошадиных сил при 1800 оборотах в минуту, позволяя СС-Ки развивать максимальную скорость до 37 км / ч, что достигалось также с помощью механической коробкой передач.

## Варианты
До 1943 года было произведено 119 машин в шести вариантах:
- SS Ki: Основная модель
- SS Kou Gata (甲型): Инженерная машина с подвеской, состоящий из четырех возвратных роликов
- SS Otsu Gata (乙型): Инженерная машина с тремя возвратными роликами и модифицированными приводными звездочками
- SS Hei Gata (丙型): Бронированный траншеекопатель с идентичной подвеской, как у «Оцу Гата Сенша», с дополнительными бронепластинами
- SS Tei Gata (丁 型): Инженерная машина с идентичной подвеской, как у «Оцу Гата»
- SS Bo Gata (戊 型): Бронированный мостоукладчик.